# Rieucazé
Rieucazé é uma comuna francesa na região administrativa de Occitânia, no departamento de Alta Garona. Estende-se por uma área de 2,03 km². Em 2010 a comuna tinha 55 habitantes (densidade: 27,1 hab./km²).